# Кейт, Фарли
Фарли Кейт (англ. Farley Keith; род. 25 января 1962, Чикаго, Иллинойс) — американский диджей и продюсер музыки в стиле хаус. Большинство треков написал в середине и конце 1980-х. Псевдонимы Farley Keith, Rude Boy Farley Keith, Farley Funkin' Keith и Farley Jackmaster Funk.

## Карьера
Фарли начал свою карьеру в музыкальной индустрии в 1981 году в качестве одного из первоначальных членов Hot Mix 5, команда диджеев на WBMX-FM 102,7 FM, Оук-Парк, штат Иллинойс. Он был гостем диджеем в ночном клубе «The Warehouse».
Фарли начал записываться в 1983 году. Его дебютный сингл «Aw Shucks».
Первый хаус трек записан в 1984 году, его название «Funkin with the Drums». В 1985 году Фарли сингл «Jack the Bass». Позже вышла композиция «Funkin with the Drums Again». Эти записи были выпущены через ярлык Trax Records. Трек «Love Can’t Turn Around» записанный в 1986 году достиг # 10 в чарте Великобритании.
Фарли также сделал несколько ремиксов для DJ International Records в Чикаго.
У Фарли было несколько других хитов в конце 1980-х, в том числе «Jack My Body», «Hey Norton», «The Trax U Lost», «It’s You» и самый популярный «House Nation».
В 1990 году Фарли ушёл из хаус-музыки и начал производить хип-хоп. Он вернулся к хаус музыке в середине 1990-х годов, и к концу 1990-х годов его DJ-тур пользовался большим успехом.

## Дискография
- 1985 «Aw Shucks» (House Records)
- 1985 «Funkin With The Drums» (Trax Records)
- 1985 Jack Master Funk «Jack The Bass» (Trax Records)
- 1985 Farley «Jackmaster» Funk «Funkin With The Drums Again» (Trax Records)
- 1986 «Give Your Self To Me» (Trax Records)
- 1987 Farley «Jackmaster» Funk & Darryl Pandy «Love Can’t Turn Around» (London Records, PolyGram Records Pty. Limited)
- 1987 Darryl Pandy & Farley Jackmaster Funk «Free Man» (D.J. International Records)
- 1987 Farley Jackmaster Funk & Ricky Dillard «It’s U» (D.J. International Records)
- 1987 Farley «Jackmaster» Funk & Shy Boyz «U Ain’t Really House» (House Records)
- 1987 «Hey Norton» (House Records)
- 1988 Farley «Jackmaster Funk» & Ricky Dillard «As Always» (Trax Records)
- 1988 «U Ain’t Really Acieed» (BCM Records)
- 1989 Farley Jackmaster Funk & Precious Red «Think!» (Champion)
- 1989 Farley Jackmaster Funk & Hip House Syndicate «Free At Last» (Champion)
- 1990 Steve «Silk» Hurley & Farley «Jackmaster» Funk & Jesse Saunders «Jack Your Body» (Old Gold)
- 1990 Farley «Jackmaster» Funk & Hip House Syndicate «Free At Last» (Max Music)
- 1991 Farley «Jackmaster» Funk & Xaviera Gold «Hold Me Again» (House Records)
- 1993 Farley Jackmaster Funk & Housemaster Boys «Love Can’t Turn Around» (Trax Records)
- 1994 Farley «Jackmaster» Funk & Ti-Ty-Rone «Pray 4 Me» (4 Liberty Records Ltd.)
- 1994 «Pray 4 Me» (4 Liberty Records Ltd.)
- 1995 «Another Day» (4 Liberty Records Ltd.)
- 1996 «The Resurrection EP» (Renegade Records)
- 1997 Farley «Jackmaster» Funk & Pleasure Zone «Trax» (Bonzai Classics)
- 2000 Farley «Jackmaster» Funk & Gm «I Wanna Rock You» (Caus-N'-ff-ct (UK))